# Walter Raleigh
Sir Walter Raleigh (1552 1554 circa – Londra, 29 ottobre 1618) è stato un navigatore, corsaro e poeta inglese.
Membro di spicco dei famosi Sea Dogs, fu uno dei favoriti di Elisabetta I, al suo servizio scoprì le coste dell'America settentrionale nel 1584 (quella che ribattezzò Virginia e di cui fu primo governatore). Salito al trono Giacomo I, cadde in disgrazia e infine fu decapitato. Fu una delle personalità maggiori dell'epoca elisabettiana e il principale iniziatore dell'espansione coloniale inglese.

## Biografia
Tra il 1579 e il 1583, Raleigh prese parte alla soppressione delle ribellioni di Desmond in Irlanda e fu presente all'assedio di Smerwick.
Nel 1584 la regina Elisabetta concesse a Raleigh uno statuto reale che gli autorizzava a esplorare, colonizzare e governare  nuove terre.
Nel 1585 scoprì così la Virginia, battezzandola così in onore di Elisabetta, la regina vergine.
Nel 1585, Raleigh fu nominato cavaliere e nominato Lord Luogotenente di Cornovaglia e vice-ammiraglio delle contee di Cornovaglia e del Devon. Fu membro del parlamento per il Devonshire nel 1585 e nel 1586.
Fondò la colonia di Roanoke sull'omonima isola (Roanoke Island) in Carolina del Nord (1585-1591), secondo insediamento inglese nel Nuovo Mondo dopo San Giovanni di Terranova, fallito però tragicamente.
Organizzò spedizioni in Sud America, alla ricerca dei tesori nascosti di El Dorado nella Guyana e lungo l'Orinoco. A lui viene attribuito il merito di aver portato in Irlanda le prime piante di patata e di tabacco. Raleigh visse a Youghal in Irlanda per un periodo di tempo nel quale fu anche sindaco della città.
Sposò nel 1591 Elizabeth Throckmorton, dama di corte della regina. Il suo matrimonio segreto provocò per entrambi un lungo periodo di sfavore reale.
Morta Elisabetta I d'Inghilterra (1603), fu accusato di cospirazione contro il nuovo re Giacomo I, e sommerso dai debiti, fu relegato con tutta la sua famiglia nella Torre di Londra.
Dopo due spedizioni in Sud America (1604 e 1616) alla ricerca dell'eldorado, la "città d'oro", Raleigh tornò in Inghilterra nel 1616 e, per placare gli spagnoli, fu arrestato e giustiziato nel 1618 tramite decapitazione.

### La disavventura di Roanoke
Nel 1584 Sir Walter Raleigh organizzò una spedizione formata da 150 coloni, diretta con 7 navi all'isola di Roanoke, al largo della costa dell'attuale Carolina del Nord. Era la prima colonia inglese nel Nord America, e fu battezzata Virginia in onore della regina. Sir Ralph Lane ne divenne il governatore. Lo stesso Lane, dopo un furto, fece uccidere il capo dei nativi dell'isola, Wingina. Quando Francis Drake si ritrovò a passare da quelle parti trovò Lane e il resto degli uomini sfiniti dalla fame e decimati dagli scontri con i nativi. Drake lasciò 15 uomini a protezione dell'insediamento degli inglesi.

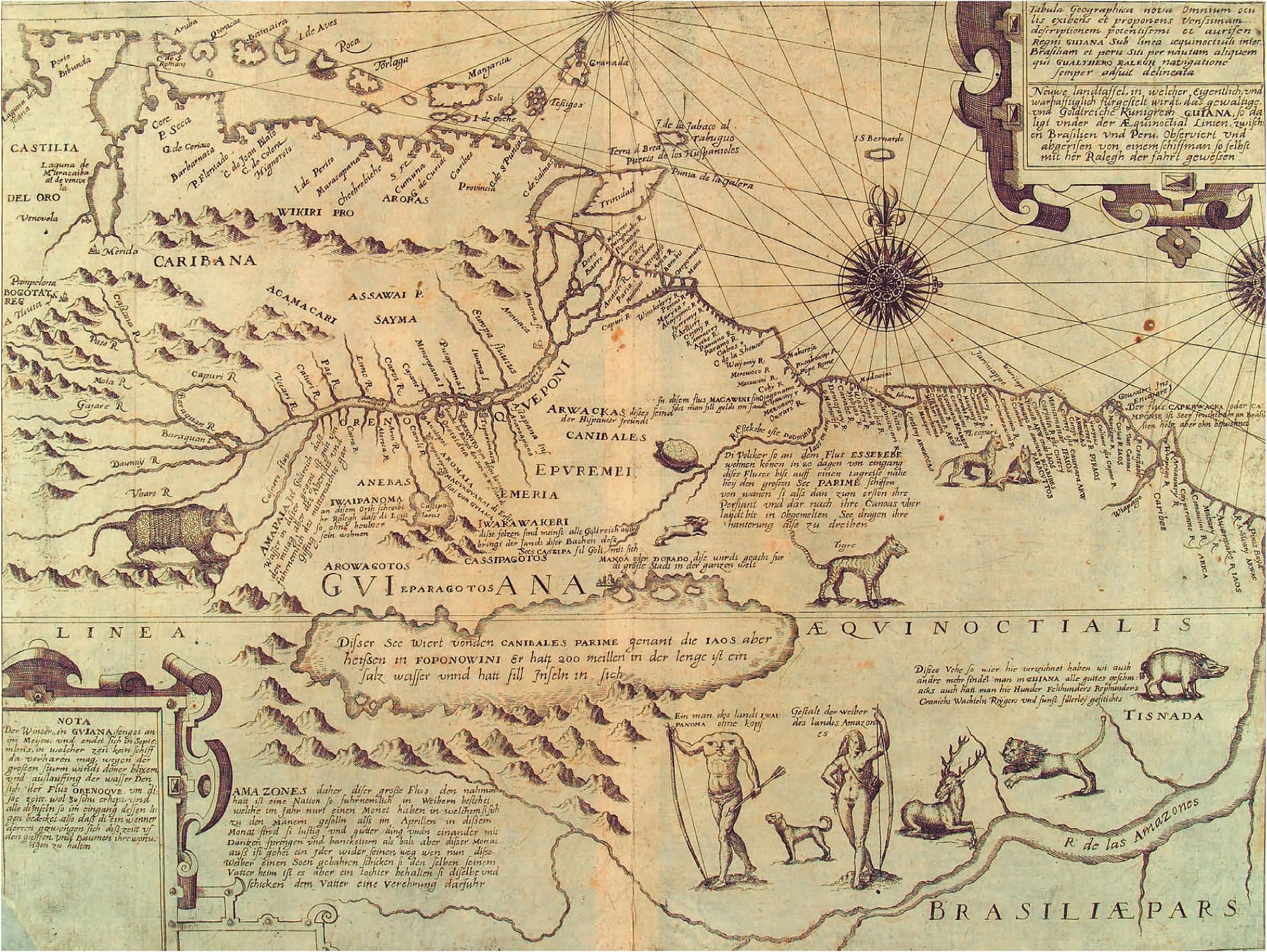
Carta dell'Amazonia, 1599

Raleigh pianificò una nuova spedizione. John White, responsabile della nuova spedizione, partì con 117 persone tra le quali sua figlia Eleanor, incinta, e suo genero Annanias Dare, e il gruppo approdò a Roanoke il 22 luglio 1587. Dei 15 uomini lasciati da Drake erano rimaste solo le ossa. La nipote di White, Virginia, venne alla luce il 18 agosto e fu la prima bambina inglese a nascere nelle Americhe. John White dovette tornare presto in patria per procurare materiali e sementi. Arrivò in Inghilterra l'8 novembre ma, a causa del conflitto scoppiato nel frattempo tra Inghilterra e Spagna, gli fu proibito di lasciare il paese.
Il 20 marzo 1590 il Capitano William Irish salpò da Plymouth per portare aiuto alla colonia. White, naturalmente, era uno dei passeggeri. Erano passati tre anni da quando aveva lasciato sua figlia, sua nipote, suo genero e gli altri coloni. Il 18 agosto sbarcò sull'isola. L'insediamento era deserto e una palizzata era stata costruita per proteggerlo. Dei 117 coloni nessuna traccia. Incisa su uno dei tronchi della palizzata fu trovata la parola «Croatoan», il che fece pensare che il gruppo si fosse trasferito in un'altra isola lungo la costa chiamata appunto Croatoan. Tuttavia il maltempo impedì a White di recarvisi e la flotta fu costretta a tornare in patria. White non riuscì più a racimolare i fondi necessari per un'altra spedizione e morì senza sapere cosa ne era stato dei membri della sua famiglia.
In pochi si dedicarono con il dovuto impegno al ritrovamento di quelle 117 persone. Tra questi Raleigh, il primo che aveva avuto l'idea di colonizzare Roanoke. Raleigh spedì altre navi oltreoceano e organizzò cinque spedizioni a proprie spese.
Nel 1594 Raleigh aveva fissato molti obiettivi per la sua spedizione a Trinidad e Guayana e credeva di avere una reale possibilità di trovare la cosiddetta città dell'oro nel bacino del rio Orinoco nell'attuale Venezuela. In primo luogo, voleva trovare la mitica città di El Dorado, che sospettava essere una vera città indiana chiamata Manõa vicina al lago Parima. In secondo luogo, sperava di stabilire una presenza inglese nell'emisfero australe che potesse competere con quella spagnola. Il suo terzo obiettivo era creare un insediamento inglese nella Guayana, e cercare di ridurre il commercio tra i nativi e gli spagnoli.
Una volta tornato in Inghilterra, pubblicò The Discovery of Guiana (1596), un resoconto del suo viaggio che faceva affermazioni esagerate su ciò che era stato scoperto. Il libro può essere visto come un contributo alla leggenda di El Dorado. Il Venezuela ha depositi d'oro, ma nessuna prova indica che Raleigh abbia trovato delle miniere. A volte si dice che abbia scoperto il Salto Angel, ma queste affermazioni sono considerate inverosimili.
Nel 1597 partecipò come contrammiraglio, agli ordini dell'ammiraglio comandante Robert Devereux, alla disastrosa campagna anglo-olandese delle Azzorre, contro la flotta spagnola.

### Il primo arresto, la ricerca di El Dorado e la condanna a morte
Raleigh fu arrestato e imprigionato nella Torre di Londra il 19 luglio 1603, e il 17 novembre fu processato nella Grande Sala del Castello di Winchester per tradimento, a causa del suo coinvolgimento nella congiura contro re Giacomo I.
Nel 1616 Raleigh fu liberato per guidare una seconda spedizione in Venezuela alla ricerca di El Dorado. Durante la spedizione gli uomini di Raleigh, sotto il comando del suo amico di lunga data Lawrence Keymis, attaccarono l'avamposto spagnolo di Santo Tomé de Guyana (San Tomé) sul fiume Orinoco in violazione dei trattati di pace con la Spagna.
Al ritorno di Raleigh in Inghilterra, l'oltraggiato ambasciatore spagnolo conte Gondomar chiese a re Giacomo I il ripristino della condanna a morte di Raleigh. Egli fu quindi condotto a Londra da Plymouth da Sir Lewis Stukeley, e rinunciò a numerose opportunità di fuga. Fu decapitato nel cortile del palazzo di Westminster.
Il suo corpo venne tumulato nella Chiesa di Santa Margherita, a Londra.

## Produzione letteraria
Raleigh è stato anche un sagace scrittore e poeta. Durante i tredici anni di prigionia trascorsi nella torre di Londra, Raleigh iniziò la stesura (rimasta incompiuta) della History of the World, un’opera che narra la storia dell’antichità. Il progetto iniziale comprendeva la realizzazione di 5 volumi, ma al momento della morte Raleigh aveva completato solamente il primo volume.
La sua produzione poetica si compone principalmente di brevi ed eleganti liriche spesso ispirate a fatti realmente accaduti e che trattano temi come l’amore, il tempo, la vita, la bellezza, la perdita. È inoltre autore del poema Ocean to Cynthia, scritto durante la reclusione.

## Nella cultura di massa
- Appare nel quinto episodio della prima stagione di Mary & George.
- Raleigh ha ispirato il personaggio di One Piece Silvers Rayleigh.
- È citato nella canzone I'm So Tired dei Beatles.
- Viene interpretato da Clive Owen nel film Elizabeth - The golden age, diretto da Shekhar Kapur (2007).
- Viene citata una sua poesia nel telefilm The Vampire Diaries.
- Appare nel ventesimo episodio della stagione 20 de I Simpson, impersonato da Homer in un racconto di Marge.
- Il titolo originale del film di Mel Brooks  La pazza storia del mondo - Parte I (History of the World, Part I) è un riferimento all'omonima opera di Raleigh, che come il film non ebbe mai una seconda parte. Nel caso del film, tuttavia, il fuorviante titolo è stato scelto di proposito.